# Głos ulicy
Głos ulicy (niem. Die Flamme) – niemiecki film niemy z 1923, oparty na spektaklu Hansa Müllera. Ostatni film Lubitscha przed wyjazdem do Hollywood, gdzie stworzył w tym samym roku film Rosita, śpiewaczka ulicy dla United Artists.

## Obsada
- Pola Negri jako Yvette
- Hermann Thimig jako Adolphe
- Alfred Abel jako Gaston
- Hilde Woerner jako Louise
- Frida Richard jako Madame Vasal
- Jakob Tiedtke jako Monsieur Borell
- Max Adalbert jako Journalist
- Ferdinand von Alten jako Mann von Welt
- Jenny Marba jako Adolphes Mutter